# يان باك
يان باك (بالألمانية: Jan Buck)‏ (ولد عام 1922 – 2019 م) هو رسام من ألمانيا، وألمانيا الشرقية، توفي عن عمر يناهز 97 عاماً.